# Karl Kehrle
Karl Kehrle også kendt som Bror Adam (3. august 1898 i Mittelbiberach, Tyskland – 1. september 1996 i Buckfast, England), var en benediktinermunk, biavler, og en autoritet indenfor biavl og udvikler af Buckfastbien.